# Rudnîkî, Mîkolaiiv
Rudnîkî (în ucraineană Рудники) este o comună în raionul Mîkolaiiv, regiunea Liov, Ucraina, formată numai din satul de reședință.

## Demografie
Componența lingvistică a comunei Rudnîkî
     Ucraineană (99,41%)
     Alte limbi (0,53%)
Conform recensământului din 2001, majoritatea populației comunei Rudnîkî era vorbitoare de ucraineană (99,41%), existând în minoritate și vorbitori de alte limbi.